# Haff Réimech

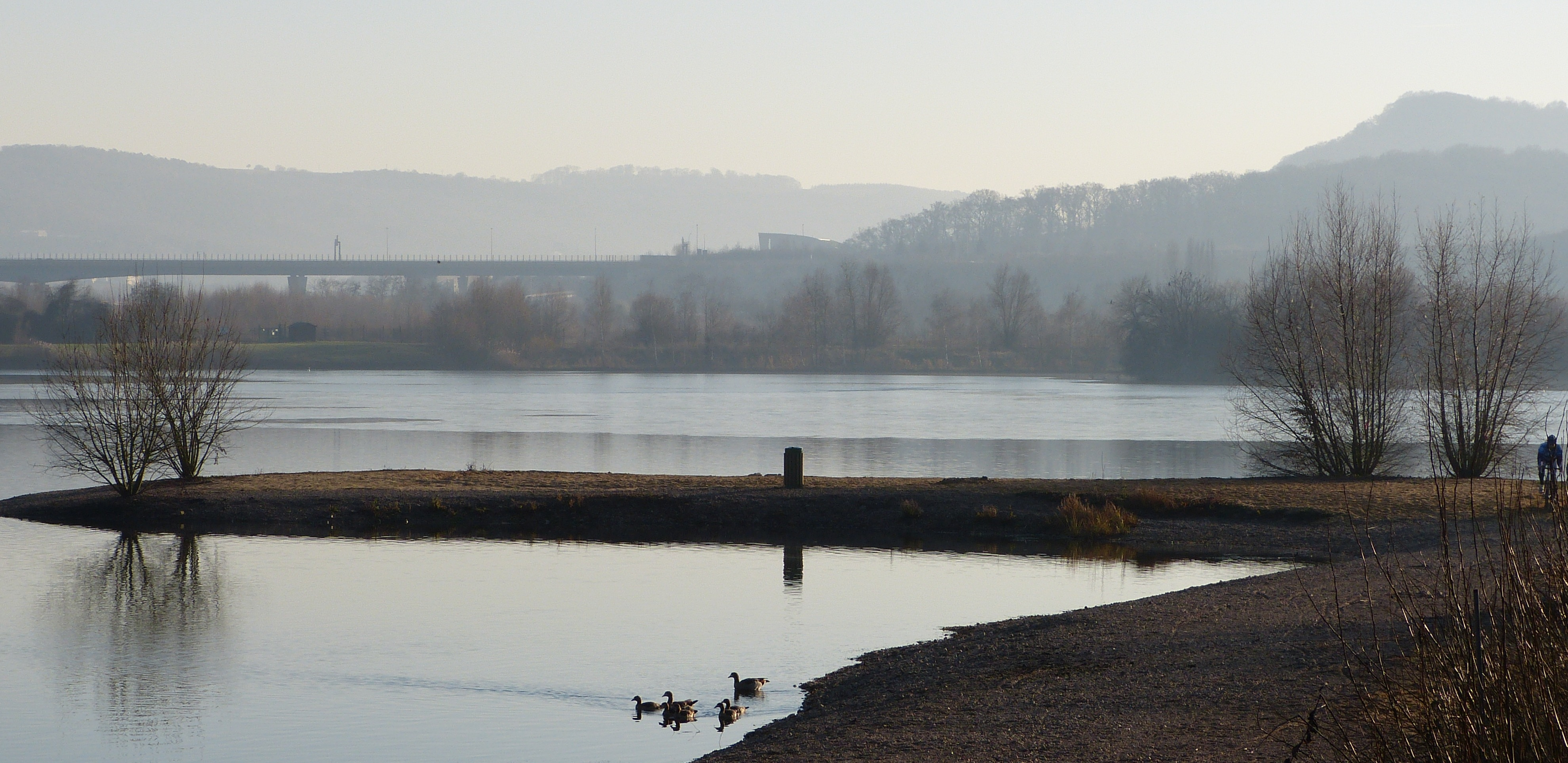

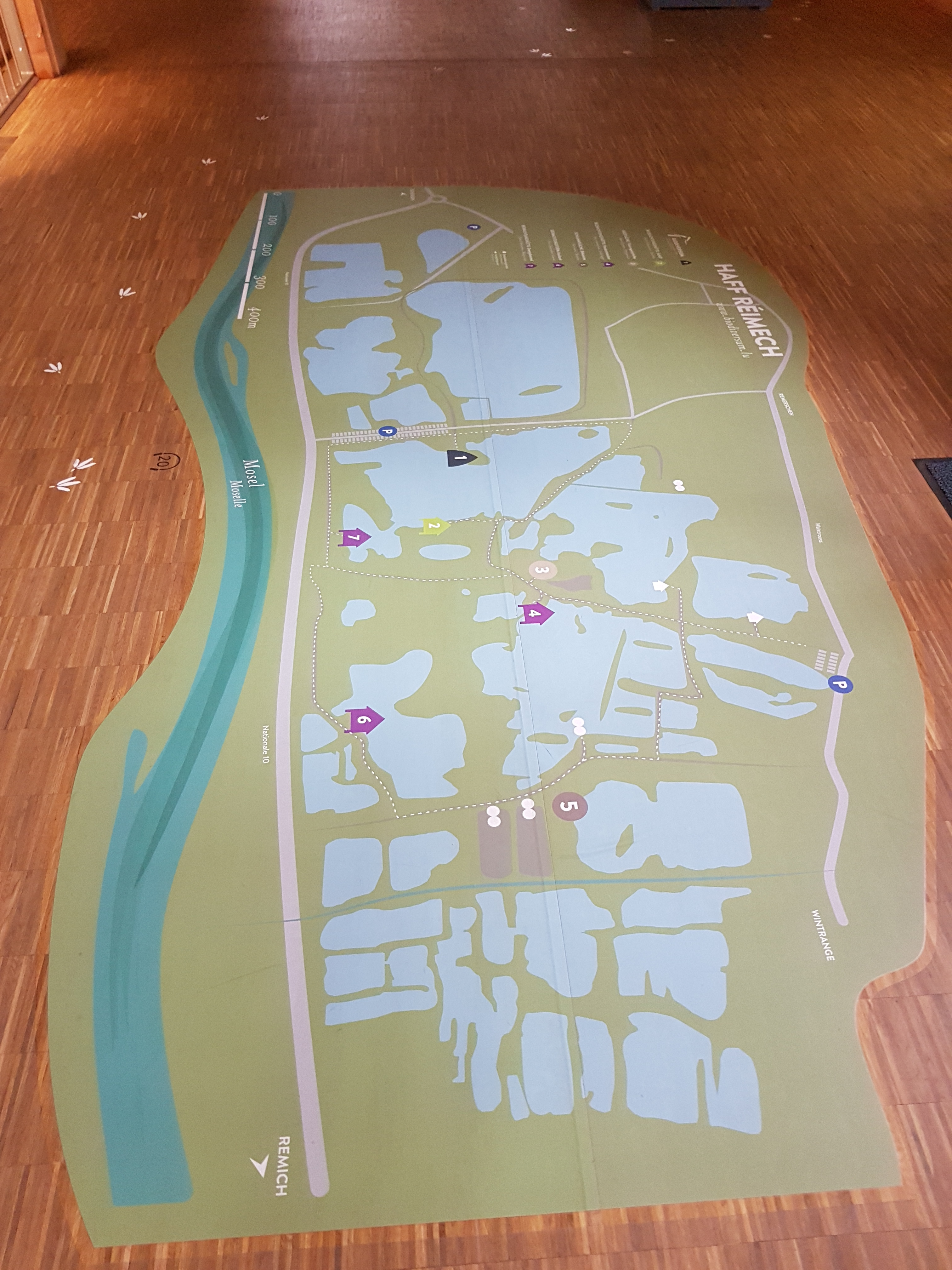
Darstellung des Naturschutzgebietes Haff Réimech im Biodiversum

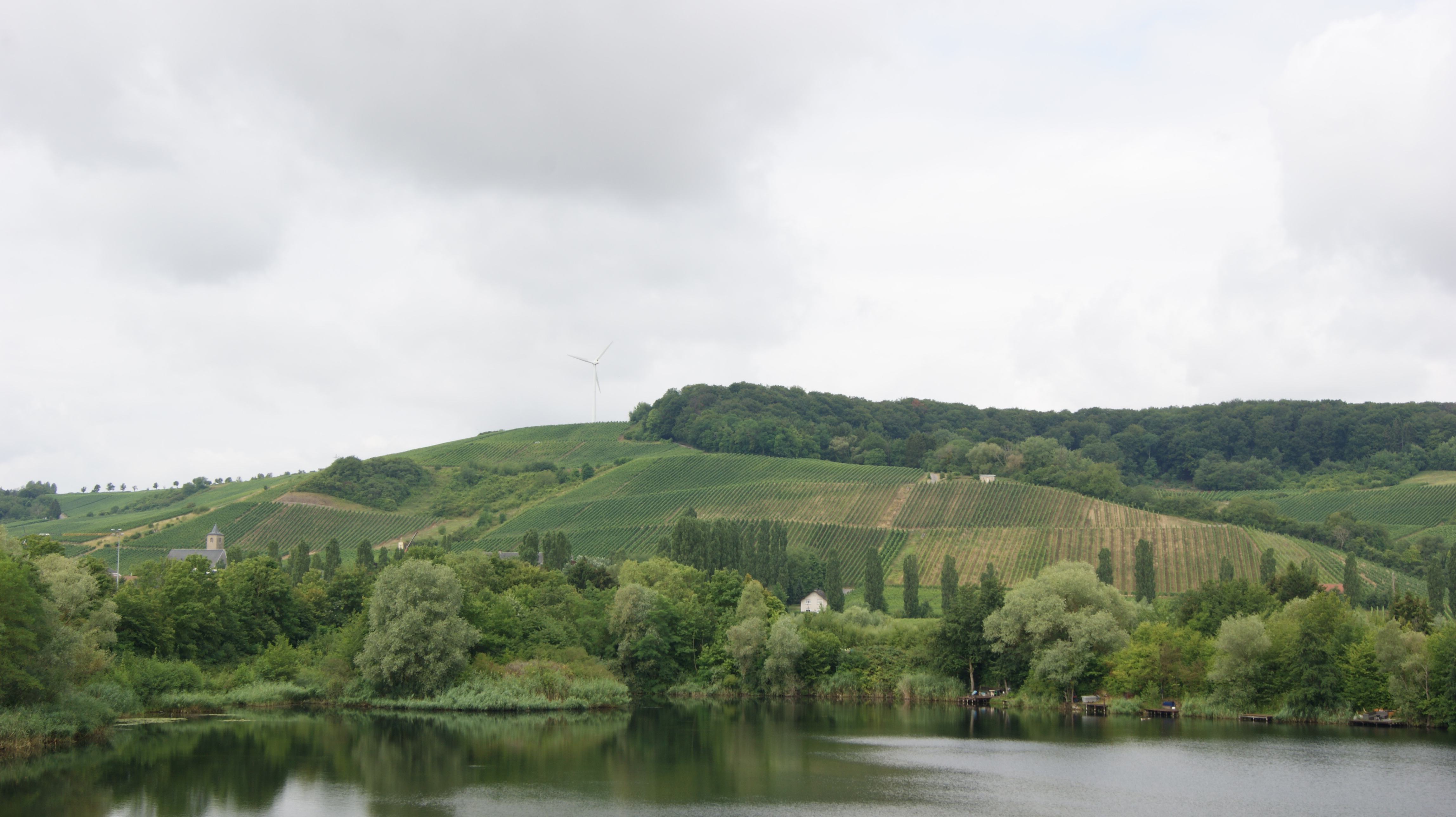
Blick vom Naturschutzgebiet auf einige umliegende Weinberge

Das Naturschutzgebiet Haff Réimech (lux.: Naturschutzgebitt Haff Réimech, kurz: Haff Réimech) im Kanton Remich (lux.: Réimech) im Großherzogtum Luxemburg umfasst geschützte Feuchtgebiete im Bereich ehemaliger Kies- und Sandabbaugebiete.

## Lage und Ausdehnung
Haff Réimech ist ein Naturschutzgebiet im Dreieck Luxemburg – Deutschland – Frankreich in der Gemeinde Schengen und grenzt an die Dörfer Remerschen, Wintringen und Schwebsingen. Zwischen der Mosel im Osten und Weinbergen im Westen liegt der weite Teil des geschützten Moseltals. Es ist ein Feuchtgebiet von rund 100 ha, das seit 1998 unter Schutz steht.

## Geschichte
Die Landschaft entlang der Mosel wird seit Jahrtausenden auch vom Menschen genutzt. Von Kelten und Römern wurden immer wieder Funde, z. B. bei Baggerarbeiten im Kies- und Sandabbau, gemacht.
Ab den 1940er Jahren wurde auch in diesem Gebiet in relativ großem Maßstab Sand- und Kies abgebaut und damit tiefe Wunden in die ehemals fruchtbare Ebene geschlagen. Nach dem Ende der Kiesschürfung kehrten der natürliche Bewuchs und die Fauna wieder zurück. Die offen gelassenen Gruben füllten sich im Laufe der Zeit mit Grundwasser und es entstand eine Seen- (bzw. Weiher) Auenlandschaft. Die Rückkehr der natürlichen Flora und Fauna hier war so erfolgreich, dass ein wesentlicher Bereich als Naturpark eingestuft wurde.
Diese Situation führte auch zur Entscheidung, in Remerschen ein Biodiversum als Instrument der Sensibilisierung der Menschen für Natur und Umweltschutz zu errichten.

## Rechtliche Rahmenbedingungen
Nach einer langen Diskussion wurde mit großherzoglicher Verordnung vom 23. März 1998 das Naturschutzgebiet Haff Réimech geschaffen, welches die beiden Gebiete Baggerweieren und Taupeschwues umfasst (insgesamt 100,77 ha, 75,10 ha Kernzone und 25,67 ha Pufferzone).
Dieses Feuchtgebiet ist im Sinne der Ramsar-Konvention geschützt. Ebenso ist es im Rahmen der EU-Vogelschutzrichtlinie als relevantes Vogelschutzgebiet ausgewiesen und gehört damit zu den Natura 2000-Gebieten.

## Schutzumfang

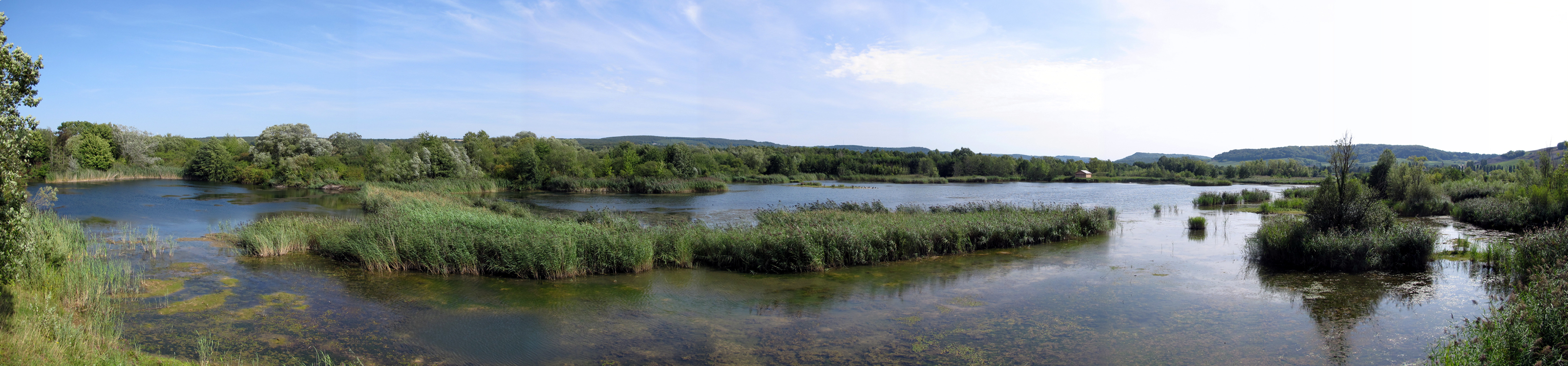
Panorama Haff Réimech (2011)

Haff Réimech zählt zu den schönsten und ökologisch wertvollsten Feuchtgebieten in Luxemburg. Es ist inzwischen auch ein Rückzugsgebiet für bedrohte Tiere und Pflanzen. Es wurden schon 253 Vogelarten nachgewiesen und über 40 Libellenarten.

## Ökologie

### Tiere
Das artenreichste Feuchtgebiet Luxemburgs beherbergt rund 76 Prozent der Vogelarten des Großherzogtums (rund 230 Vogelarten). So z. B.: der Flussregenpfeifer (Charadrius dubius), die Uferschwalbe (Riparia riparia), Haubentaucher (Podiceps cristatus), Zwergdommeln (Ixobrychus minutus) oder die Reiherente (Aythya fuligula), der Kormoran (Phalacrocorax carbo) und die Rohrdommel (Botaurus stellaris), der Eisvogel (Alcedo atthis), die Drosselrohrsänger (Acrocephalus arundinaceus), Bartmeise (Panurus biarmicus) und die Beutelmeise (Remiz pendulinus).
Daneben finden sich eine Vielzahl von Fröschen, Kröten und andere Amphibien die hier ideale Lebensbedingungen vorfinden. Im Sommer kommen auch Ringelnattern (Natrix natrix) Schmetterlinge und Libellen vor. Die Zauneidechse (Lacerta agilis) nutzt auch hier die offenen Kiesel- und Sandflächen zum Sonnenbaden und zur Insektenjagd.

### Pflanzen
Der Pflanzenbewuchs reicht im Naturschutzgebiet von Flechten, raren Orchideen zu dem allgegenwärtigen Schilfrohr (Phragmites communis), die viele natürliche Möglichkeiten z. B. für den Vogelschutz und zur Brut bieten. Ebenso führt die starke Verbuschung zum Schutz verschiedener Arten, engt aber anderen wiederum den Lebensraum ein.

### Naturlehrpfade
Auf zwei Naturlehrpfaden (1,5 bzw. 3 Stunden Gehzeit) kann das Naturschutzgebiet selbst erkundet werden. Auf beiden Pfaden sind Informationstafeln aufgestellt und Aussichtspunkte definiert, um z. B. Vögel in ihrer natürlichen Umgebung entdecken und beobachten zu können.